# Karo (priimek)
Karo je priimek v Sloveniji, ki ga je po podatkih Statističnega urada Republike Slovenije na dan 1. januarja 2010 uporabljalo 160 oseb.

## Znani slovenski nosilci priimka
- Franc Karo, gospodarstvenik
- Silvo Karo (*1960), alpinist, športni plezalec, fotograf, pisec, snemalec, ustanovitelj in direktor Festivala gorniškega filma
- Stanislav (Slavko) Karo (1915—?), partizan, gospodarstvenik
- Špela Karo (*1971), arheologinja

## Znani tuji nosilci priimka
- Georg Karo (1872—1963), nemški arheolog
- Josef Karo (1488—1575), judovski pisatelj